# Горшковський Дмитро Матвійович
Дмитро Матвійович Горшкóвський (30 липня 1940, Чернівці — 21 березня 2015, Чернівці) — український скульптор; член Спілки художників України з 1993 року. Лауреат премії Румунії у галузі монументальної скульптури (1996; за створення пам'ятників діячам культури).

## Життєпис
Народився 30 липня 1940 року в місті Чернівцях (нині Україна). У 1957—1960 роках навчався у Чернівецькому художньо-ремісничому училищі № 5, був учнем Володимира Курова.
Протягом 1964—1967 років працював столяром на меблевій фабриці; у 1968—1971 роках очолював гурток скульптури і художнього різьблення на дереві у Чернівецькому професійно-технічному училищі № 5; у 1971—1973 роках викладав у художній школі міста Єдинців Молдавської РСР; у 1973—1974 роках працював різьбярем художніх майстерень Художнього фонду Молдавської РСР; у 1974—1975 роках — скульптором театрального комбінату у Бєльцях, у 1976—1981 роках —скульптором Чернівецького художньо-виробничого комбінату; у 1985—1987 роках — скульптором у колгоспі «Україна» Кельменецького району Чернівецької області. Потім на творчій роботі.
Мешкав у Чернівцях в будинку на бульварі Героїв Сталінграда, № 5А, квартира № 65. Помер у Чернівцях 21 березня 2015 року.

## Творчість
Працював у галузях станкової та монументальної скульптури. Для творчості характерні національне відчуття тем, місцевий колорит, декоративність, оригінальність композиції, лаконічні форми. Серед робіт:
пам'ятники
- воїнам 1-го Чехословацького армійського корпусу (1976, Чернівці);
- Міхаю Емінеску у (1985, Фалешти; 2000, Чернівці);
- Іону Некульче (1993, Бояни Новоселицького району);
- Арону Пумнулу (1998, Румунія);
- Тарасу Шевченку (1998, Новоселиця);
- «Свята Покрова» (2002, Хотин).

погруддя
- Семену Галицькому (1975, Чернівці);
- Василю Богрі (1991, Тернавка Герцаївського району Чернівецької області);
- Тарасу Шевченку (1998, дитячий профілакторій у Берегометі);

інше
- скульптурна композиція, присвячена 10-річчю незалежності України (2002, Тернавка Герцаївського району Чернівецької області),
- пам'ятна плита румунському письменнику Ґеоргу Сіону (2003, Радгоспівка Герцаївського району Чернівецької області).

Брав участь у мистецьких виставках у Молдавській РСР з 1969 року, в українських республіканських та всесоюзних виставках — з 1972 року. Призер проєктів на спорудження пам'ятників у Молдові і Чернівцях.
Роботи зберігаються у Чернівецькому художньому музеї.